# Операція «Ranch Hand»

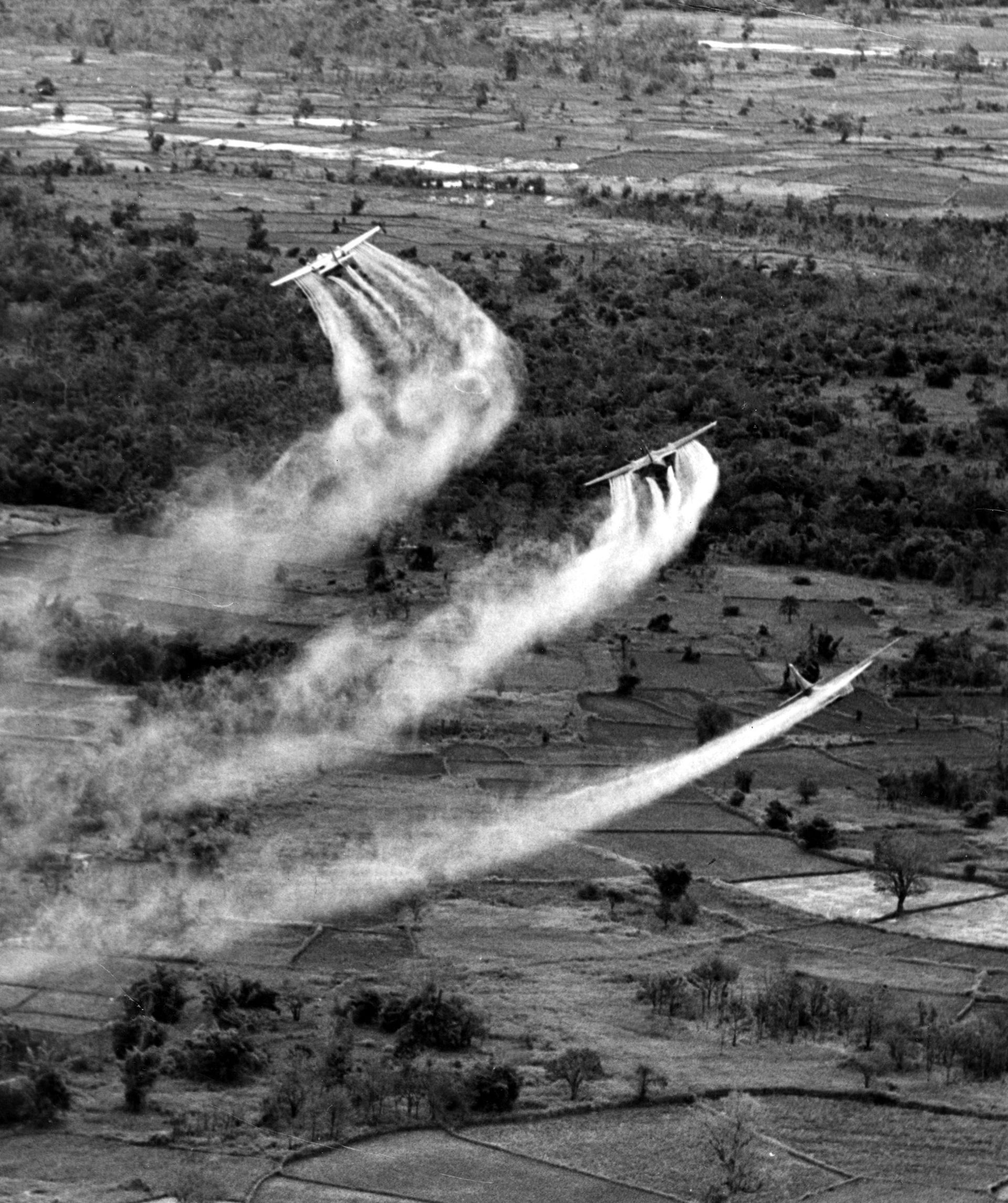
Розпилення дефоліантів з літаків американської армії. Південний В'єтнам, 1966 рік.

«Ranch Hand» — довгострокова операція збройних сил США в ході війни у В'єтнамі, спрямована на знищення рослинності в Південному В'єтнамі і Лаосі .
Метою розпилення дефоліантів було знищення рослинності джунглів, що полегшувало виявлення підрозділів північнов'єтнамської армії і партизанів НФВПВ. Це один з найвідоміших випадків застосування тактики «випалена земля» і використання хімічної (екологічної) зброї в історії людства.
Світлини розпилюваних з літаків хімікатів (див. фото праворуч) обійшли світові ЗМІ. Коментуючи ці новини, представники ВПС США заявили, що розпилювані хімікати забезпечують збільшення в два рази видимості з повітря того, що відбувається на землі, крізь лісову гущавину протягом декількох тижнів після розпилення і опадання листя, при цьому командування ВПС наполягало на тому, що вони «нешкідливі для людей і тваринного світу».

## Проведення

### Використання дефоліантів

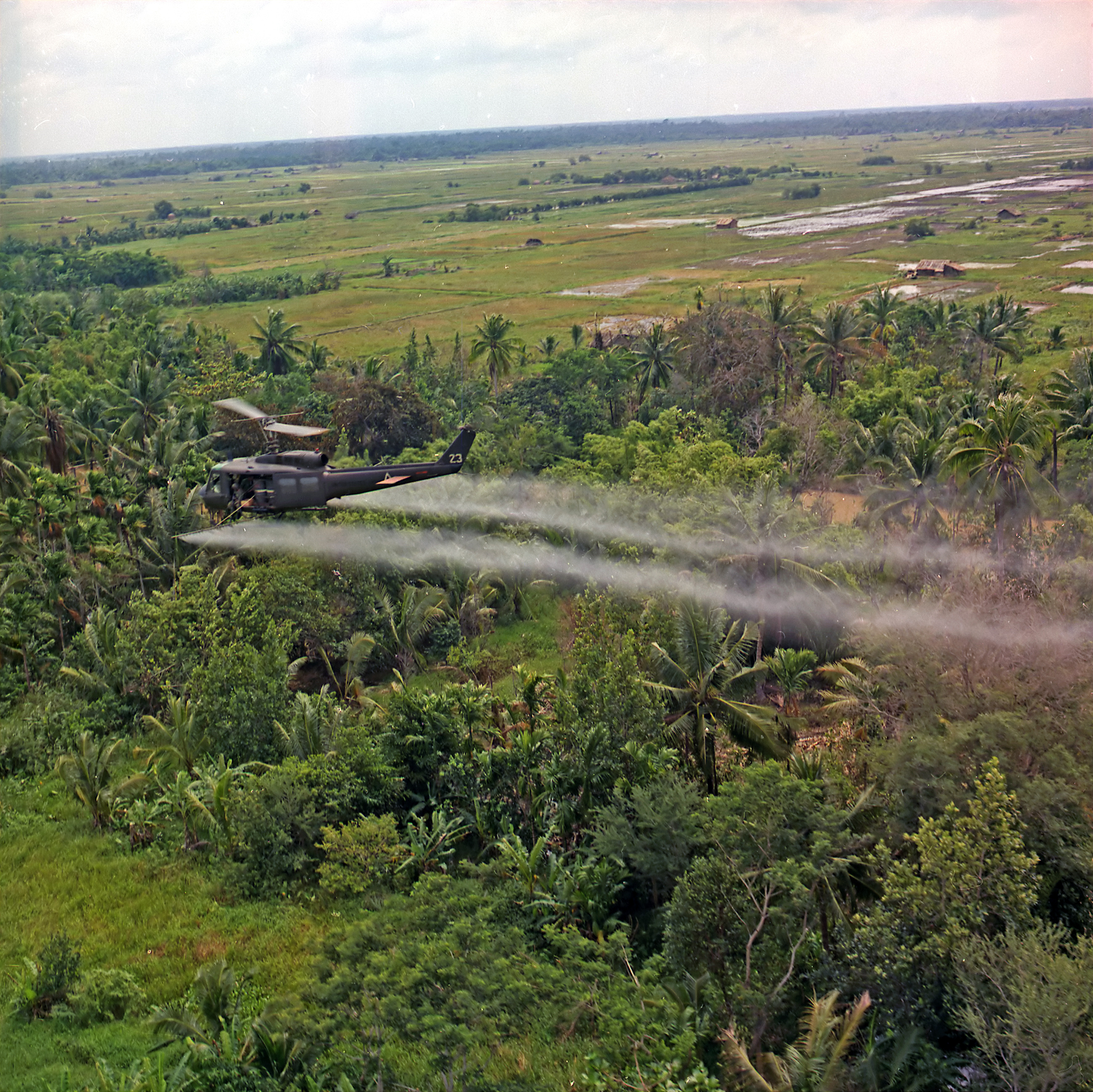
Вертоліт UH-1D 336-ї авіаційної роти розпорошує дефоліанти в дельті річки Меконг, 26 липня 1969 року.

У серпні 1961 року президент Д. Кеннеді санкціював застосування хімікатів для знищення рослинності в Південному В'єтнамі. Спочатку в експериментальних цілях південнов'єтнамська авіація під керівництвом американських військових застосувала розпорошення дефоліантів над невеликими лісовими масивами в районі Сайгона (нині Хошимін). 1963 року дефоліантами обробили більшу площу на півострові Камау (нинішня територія провінції Камау). Отримавши успішні результати, американське командування почало масоване застосування дефоліантів.
Для знищення рослинності застосовували дефоліанти, які розпорошували з літаків C-123, вертольотів і з землі. Метою розпилення було знищення рослинності джунглів, що полегшувало виявлення підрозділів північнов'єтнамських армії і партизанів НФВПВ. Крім того, дефоліанти використовували для знищення посівів у районах, контрольованих противником, й тим самим позбавляли його значної частини їжі.
Розпочата в січні 1962 року, операція «Ranch Hand» тривала до 1971 року. Застосовувалися хімічні агенти з назвами Білий, Рожевий, Зелений, Пурпуровий, Блакитний, Оранжевий (назви походять від кольорів маркування контейнерів з хімікатами). Найпопулярнішим був Оранжевий агент (Агент Оранж), який виявився токсичним для людського організму. Крім того, розпорошення відбувалося і над Лаосом, де пролягала основна частина «стежки Хо Ші Міна».
В рамках операції «Ranch Hand» хімічного впливу зазнали всі райони Південного В'єтнаму, багато районів Лаосу і Камбоджі. Крім лісових масивів оброблялися поля, сади й каучукові плантації. Від 1965 року дефоліанти розпорошували над полями Лаосу (особливо в його південній та східній частинах), від 1967 року — в північній частині демілітаризованої зони. У грудні 1971 року президент Ніксон віддав наказ про припинення масового застосування гербіцидів, однак їх застосування дозволялося далеко від американських військових об'єктів і великих населених пунктів.
Американські війська переважно використовували чотири гербіцидні рецептури: пурпурову, оранжеву, білу і блакитну. Їх основними компонентами були: 2,4-дихлорфеноксиоцтова кислота, 2,4,5-трихлорфеноксиоцтова кислота, піклорам і какодилова (діметиларсинова) кислота. Найактивніше застосовувалася оранжева рецептура (проти лісів) і блакитна (проти посівів рису та інших сільськогосподарських культур). Для кращого розпилення хімікатів до них додавали гас або дизельне паливо.

## Наслідки
За час війни армія США застосувала на території Південного В'єтнаму 72 млн л дефоліантів Агент Оранж для знищення лісів, зокрема 44 млн л, що містять діоксин. Діоксин є стійкою речовиною, потрапляючи в організм людини з водою і їжею, він викликає різні захворювання печінки і крові, масові вроджені каліцтва новонароджених і порушення нормального протікання вагітності. Через застосування американськими військовими дефоліантів, вже після війни загинуло кілька десятків тисяч осіб. Всього у В'єтнамі налічується близько 4,8 мільйона жертв розпилення дефоліантів, серед яких три мільйони постраждали безпосередньо.
Ще в ході війни застосування дефоліантів критикували; згодом з'ясувалося, що Агент Оранж призвів до важких захворювань у значного числа американських і південнов'єтнамських солдатів, а також місцевого в'єтнамського населення. Нині жителі багатьох районів на півдні В'єтнаму продовжують відчувати на собі наслідки операції «Ranch Hand».
Масштабне застосування американськими військами хімікатів спричинило тяжкі наслідки. Майже повністю знищено мангрові ліси (500 тис. га), уражено 60 % (близько 1 млн га) джунглів і 30 % (понад 100 тис. га) рівнинних лісів. Від 1960 року врожайність каучукових плантацій знизилася на 75 %. Американські війська знищили від 40 до 100 % посівів бананів, рису, солодкої картоплі, папаї, помідорів, 70 % кокосових плантацій, 60 % гевеї, 110 тис. га плантацій казуарини.
Внаслідок застосування хімікатів серйозно змінився екологічний баланс В'єтнаму. У вражених районах зі 150 видів птахів залишилося 18, майже повністю зникли земноводні і комахи, скоротилося число риб у річках і змінився їх склад. Порушено мікробіологічний склад ґрунтів, отруєно рослини. Різко скоротилося число видів деревно-чагарникових порід вологого тропічного лісу: в уражених районах залишилися поодинокі види дерев і кілька видів колючих трав, непридатних для годування худоби.
Зміни у фауні В'єтнаму спричинили витіснення одного виду чорних пацюків іншими видами, які є розносниками чуми в Південній і Південно-Східній Азії. У видовому складі кліщів з'явилися кліщі-розносники небезпечних хвороб. Подібні зміни відбулися й у видовому складі комарів: замість нешкідливих комарів-ендеміків з'явилися комарі-розносники малярії.